# Keller (Washington)
Keller az Amerikai Egyesült Államok északnyugati részén, Washington állam Ferry megyéjében elhelyezkedő statisztikai település. A 2010. évi népszámlálási adatok alapján 234 lakosa van.

## Történet
Az eredetileg „Isten megyéjében”, a Sanpoil folyó völgyében elhelyezkedő települést 1898-ban alapította Baby Ray Peone halász. A helységben egykor 3500-an éltek, és baseballcsapata, valamint vörös lámpás negyede is volt. 1941-től kezdődően Kellert többször elköltöztették, mivel a Grand Coulee-gát építése során a víz többször elárasztotta a települést. A költözések miatt a népességszám jelentősen csökkent.

### A Tolman-hegyi bánya
2004 és 2006 között a település a figyelem középpontjába került, miután az indián törzsek a közeli Tolman-hegyen külszíni molibdénbányát kívántak létesíteni. A tanulmányok alapján a bányában urán és mérgező por is található, amely szeles időben akár 320 kilométeres távolságban is kihatással lehet az állam mezőgazdaságára, továbbá az érceket savval termelték volna ki, amely a Columbia folyó közelsége miatt katasztrofális eredményekhez vezetne. Más csoportok az indiánok és a hegy közti spirituális kapcsolattal érveltek (a Tolman elnevezés a „tulameen” kifejezésből származik, jelentése „piros festék”), mivel a legendák helyszíne a Tolman-hegy. A bányanyitást pártoló csoport csak a pénzbeli hasznot tartotta szem előtt; miután a projektet szavazásra bocsájtották, az incheliumi körzetet kivéve mindenhol ellenezték azt.

## Éghajlat
| Hónap                         | Jan.  | Feb.  | Már.  | Ápr.  | Máj. | Jún. | Júl. | Aug. | Szep. | Okt.  | Nov.  | Dec.  | Év    |
| ----------------------------- | ----- | ----- | ----- | ----- | ---- | ---- | ---- | ---- | ----- | ----- | ----- | ----- | ----- |
| Rekord max. hőmérséklet (°C)  | 15,6  | 18,9  | 26,1  | 33,9  | 36,1 | 38,3 | 42,2 | 42,8 | 38,9  | 31,1  | 20,6  | 14,4  | 42,8  |
| Átlagos max. hőmérséklet (°C) | 1,1   | 5,0   | 11,7  | 17,2  | 22,2 | 27,2 | 31,1 | 30,6 | 25,0  | 16,7  | 7,2   | 1,1   | 16,4  |
| Átlagos min. hőmérséklet (°C) | −8,3  | −5,6  | −2,8  | 0,6   | 4,4  | 8,3  | 10,0 | 10,0 | 5,0   | 0,6   | −2,8  | −7,2  | 1,1   |
| Rekord min. hőmérséklet (°C)  | −36,1 | −34,4 | −22,2 | −18,0 | −8,3 | −1,7 | −2,2 | −1,7 | −7,8  | −14,4 | −27,8 | −30,6 | −36,1 |
| Átl. csapadékmennyiség (mm)   | 18    | 0     | 0     | 0     | 0    | 0    | 0    | 0    | 0     | 0     | 74    | 78    | 170   |
| Forrás: The Weather Channel   |       |       |       |       |      |      |      |      |       |       |       |       |       |

## Népesség
A 2010-es népszámláláskor  234 lakója, 87 háztartása és 60 családja volt. A népsűrűség 9,5 fő/km2. A lakóegységek száma 98, sűrűségük 4 db/km2. A lakosok 9,4%-a fehér,  78,2%-a indián, 0,4%-a ázsiai,  0,4%-a egyéb, 11,5%-a pedig kettő vagy több etnikumú. A spanyol vagy latino származásúak aránya 5,1% (4,7% mexikói,   0,4% egyéb spanyol vagy latino származású.)
A háztartások 37,9%-ában élt 18 évnél fiatalabb. 24,1% házas, 31% egyedülálló nő, 13,8% egyedülálló férfi, 31% pedig nem család. 18,4% egyedül élt; 5,7%-uk 65 éves vagy idősebb. Egy háztartásban átlagosan 2,69 személy élt; a családok átlagmérete 3,02 fő.
A medián életkor 33,5 év volt. Lakóinak 28,6%-a 18 évesnél fiatalabb, 10,3% 18 és 24 év közötti, 22,7%-uk 25 és 44 év közötti, 26,1%-uk 45 és 64 év közötti, 9,8%-uk pedig 65 éves vagy idősebb. A lakosok 52,6%-a férfi, 47,4%-a pedig nő.

## Fordítás
Ez a szócikk részben vagy egészben  a   Keller, Washington című angol Wikipédia-szócikk ezen változatának fordításán alapul.  Az eredeti cikk szerkesztőit annak laptörténete sorolja fel. Ez a jelzés csupán a megfogalmazás eredetét és a szerzői jogokat jelzi, nem szolgál a cikkben szereplő információk forrásmegjelöléseként.